# ميزان العدالة (مسلسل)
ميزان العدالة. مسلسل كويتي، من إخراج علي حسين البلوشي، وتأليف شاكر المعتوق. شارك في المسلسل عددًا من الفنانين، منهم: إبراهيم الحربي، باسمة حمادة، جاسم النبهان، عبد الإمام عبد الله، خليل إسماعيل، فرح علي، وغيرهم.